# Juan Olivares Marambio
Juan Segundo Olivares Marambio (Viña del Mar, 20 de febrero de 1941) es un exfutbolista chileno. Jugaba de guardameta y su primer equipo fue el Santiago Wanderers de Chile. Se desempeñó como preparador de arqueros en las series inferiores de Santiago Wanderers hasta 2018.

## Primeros años
Juan Olivares nació el 20 de febrero de 1941 en la ciudad de Viña del Mar. Es hijo de Juan Olivares Tapia y María Marambio.

## Trayectoria
Se inició futbolísticamente en el Club Deportivo Estrella Naciente del barrio viñamarino de Santa Inés, donde fue descubierto por el entrenador argentino José Pérez, quién lo integró al plantel de Santiago Wanderers en 1959. Pérez lo obligó a bajar 10 kg de peso y organizó sus horarios, pues Olivares durante sus primeros años trabajó paralelamente en el Club de Viña del Mar, en horario nocturno, hasta las 2.30 AM., y en la Fábrica de Sederías desde las 7 AM. Finalmente debutó luego de cuatro meses, frente a Ferrobádminton. Así comenzó un paso de diez años por el equipo wanderino, donde fue el titular del equipo apodado Los Panzers, campeón de la Primera División 1968.En 1970 pasó a Unión Española, en donde pese a llevar ventaja en el torneo oficial ante Colo-Colo, terminaron perdiendo la corona en 1970., teniendo revancha en 1973 dirigido por Luis Santibáñez. En 1972 jugó cedido para Unión San Felipe durante la Copa Libertadores de dicho año.
En 1974 comenzó una travesía por diferentes equipos del futbol chileno, siendo Magallanes su primera estación. La temporada siguiente, jugó para Deportes La Serena y en 1976 fue Deportes Concepción su equipo.En 1977 bajó una división, para defender a Cobreloa, que protagonizaba su primer temporada como equipo profesional,logrando el ascenso a la primera división ese mismo año vía Liguilla de Promoción.
En 1978 tuvo su segundo paso por Santiago Wanderers, saliendo campeón de la Segunda División.Entre 1979 y 1980 jugó en Huachipato, mientras que en 1981 defendió los colores de Trasandino. En 1982 comienza su tercer estadía en Santiago Wanderers, donde se retira al fin de la Copa Polla Gol 1983.

## Selección nacional
Debutó por la selección chilena en 1965. Fue uno de los arqueros convocados por el entrenador Luis Álamos para el Mundial de 1966. Jugó lesionado durante los tres partidos de la copa del mundo debido a la baja de Adán Godoy y la ausencia de Manuel Astorga.
Álamos lo volvió a considerar para el Mundial de 1974, siendo el arquero titular. Una lesión previa al torneo lo relegó a la suplencia, quedando como titular su compañero en Unión Española, Leopoldo Vallejos.

### Participaciones en Copas del Mundo
| Mundial           | Sede       | Resultado    |
| ----------------- | ---------- | ------------ |
| Copa Mundial 1966 | Inglaterra | Primera Fase |
| Copa Mundial 1974 | Alemania   | Primera Fase |

### Participaciones en Copa América
| Copa América                 | Sede    | Resultado |
| ---------------------------- | ------- | --------- |
| Campeonato Sudamericano 1967 | Uruguay | 3° Lugar  |

## Clubes
| Club                           | País  | Año       |
| ------------------------------ | ----- | --------- |
| Santiago Wanderers             | Chile | 1959-1969 |
| Unión Española                 | Chile | 1970-1973 |
| → Unión San Felipe (cedido)(1) | Chile | 1972      |
| Magallanes                     | Chile | 1974      |
| Deportes La Serena             | Chile | 1975      |
| Deportes Concepción            | Chile | 1976      |
| Cobreloa                       | Chile | 1977      |
| Santiago Wanderers             | Chile | 1978      |
| Huachipato                     | Chile | 1979-1980 |
| Trasandino                     | Chile | 1981      |
| Santiago Wanderers             | Chile | 1982-1983 |

## Palmarés

### Campeonatos nacionales
| Título                 | Club               | País  | Año  |
| ---------------------- | ------------------ | ----- | ---- |
| Copa Chile             | Santiago Wanderers | Chile | 1959 |
| Copa Chile             | Santiago Wanderers | Chile | 1961 |
| Primera División       | Santiago Wanderers | Chile | 1968 |
| Primera División       | Unión Española     | Chile | 1973 |
| Segunda División       | Santiago Wanderers | Chile | 1978 |
| Campeonato de Apertura | Huachipato         | Chile | 1979 |

### Distinciones individuales
| Distinción                                          | Año  |
| --------------------------------------------------- | ---- |
| Parte del Equipo Bicentenario de Santiago Wanderers | 2010 |
| Jugador Emblema de Santiago Wanderers               | 2013 |
| Ciudadano Ilustre de Valparaíso                     | 2014 |